# Лесама (Біская)
Лесама (баск. Lezama, ісп. Lezama) — муніципалітет в Іспанії, у складі автономної спільноти Країна Басків, у провінції Біская. Населення — 2465 осіб (2009).
Муніципалітет розташований на відстані близько 330 км на північ від Мадрида, 7 км на схід від Більбао.
На території муніципалітету розташовані такі населені пункти: (дані про населення за 2009 рік)
- Гойтіольца: 250 осіб
- Аречальде: 951 особа
- Гарайольца: 1264 особи

## Демографія
Динаміка населення (INE ):

## Галерея зображень

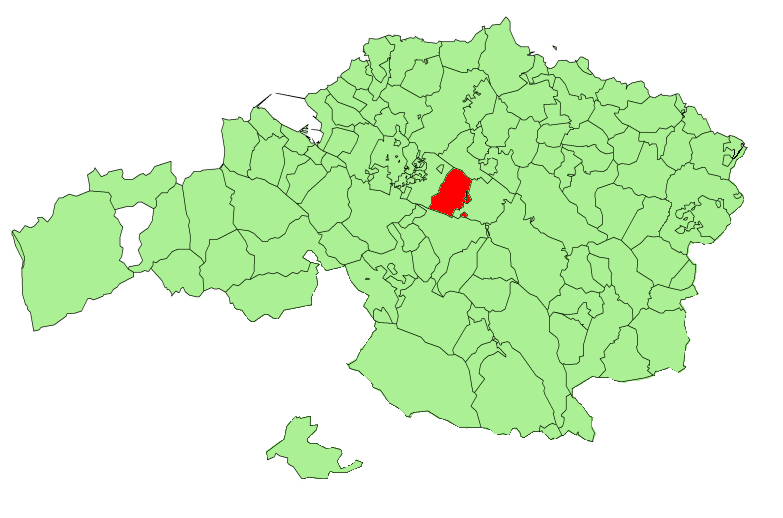
Розташування муніципалітету
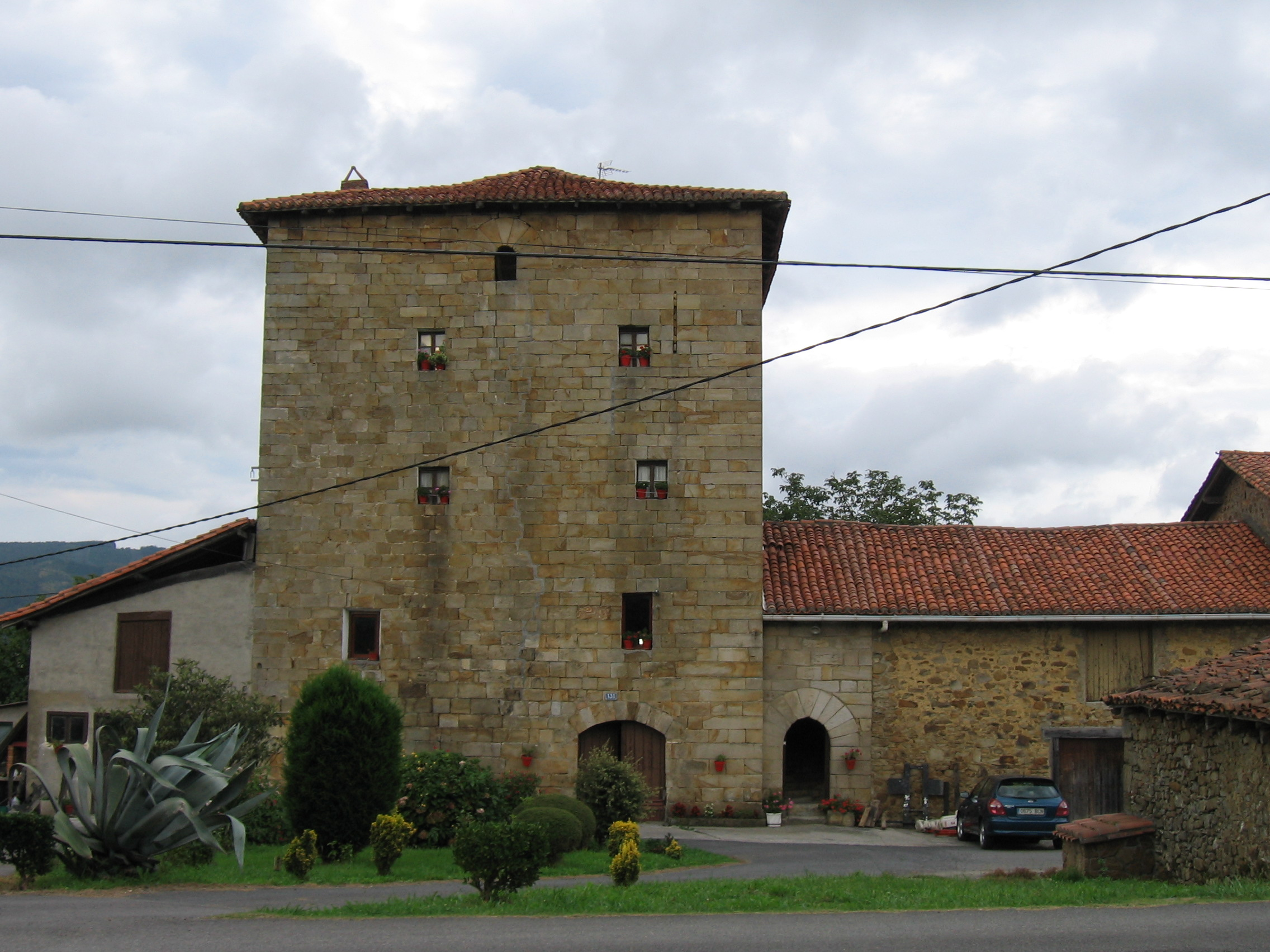
Вежа у Аречальде, Лесама